# Салихов, Кев Минуллинович
Кев Минуллинович Салихов (род. 3 ноября 1936) — доктор физико-математических наук, профессор, академик РАН, специалист в области изучения динамики спиновых систем в парамагнетиках,  вице-президент Академии наук Республики Татарстан.

## Биография
Родился 3 ноября 1936 года.
В 1959 году окончил физический факультет Казанского государственного университета им. В. И. Ульянова-Ленина.
С 1959 по 1962 годы обучался в аспирантуре Института высокомолекулярных соединений АН СССР.
С 1963 по 1988 годы работал научным сотрудником Института химической кинетики и горения Сибирского отделения АН СССР.
С 1968 по 1988 годы — доцент, профессор кафедры общей и теоретической физики Новосибирского государственного университета.
С 1989 года — заведующий кафедрой химической физики Казанского государственного университета им. В. И. Ульянова-Ленина.
С 1988 года по 1999 год — директор Казанского физико-технического института им. Е. К. Завойского.
Владеет английским языком.
Двое детей.

## Основные работы
- Салихов К. М., Семёнов А. Г., Цветков Ю. Д. Электронное спиновое эхо и его применение. — М.: Наука, 1976.
- Замараев К. И., Молин Ю. Н., Салихов К. М. Спиновый обмен. — М.: Наука, 1977.
- Бучаченко А. Л., Сагдеев Р. З., Салихов К. М. Магнитные и спиновые эффекты в химических реакциях. — Новосибирск: Наука, 1978.
- Салихов К. М. 10 лекций по спиновой химии. — 2000.

## Награды
Государственные
- Почётное звание «Заслуженный деятель науки Российской Федерации» (1995 год) — за заслуги перед государством и многолетний добросовестный труд[1].
- Орден «За заслуги перед Отечеством» III степени (2017 год) — за большой вклад в развитие науки, образования, подготовку квалифицированных специалистов и многолетнюю добросовестную работу[2].
- Орден «За заслуги перед Отечеством» IV степени (2007 год) — за большой вклад в развитие науки и многолетнюю плодотворную деятельность[3].
- Орден «Знак Почёта» (1971 год)[4].
- Медаль «В память 1000-летия Казани» (2005 год)[5].
- Ленинская премия в области науки и техники (1986).
- Почётная грамота Президента Российской Федерации (2024 год) — за заслуги в развитии отечественной науки, многолетнюю плодотворную деятельность и в связи с 300-летием со дня основания Российской академии наук[6].

Татарстанские
- Орден «За заслуги перед Республикой Татарстан» (2006 год) — за достойный вклад в развитие науки, активную научно-организационную, педагогическую и общественную деятельность[7].
- Орден «Дуслык» (2021 год) — за значительный вклад в развитие отечественной науки, многолетний плодотворный труд, активную общественную деятельность[8].
- Медаль «За доблестный труд» (2016 год) — за многолетнюю плодотворную научно-исследовательскую деятельность и значительный вклад в подготовку высококвалифицированных специалистов[9].
- Медаль «100 лет образования Татарской Автономной Советской Социалистической Республики» (2020 год) — за существенный вклад в укрепление социально-экономического потенциала Республики Татарстан, сохранение и приумножение её культурно-духовного наследия, высокие достижения в профессиональной и общественной деятельности[10].
- Благодарственное письмо Президента Республики Татарстан (2011 год) — за выдающийся вклад в развитие фундаментальной науки, плодотворную научно-организационную деятельность[11].
- Государственная премия Республики Татарстан в области науки и техники (1998 год) — за цикл работ «Спиновая динамика элементарных физико-химических процессов», опубликованных в 1974—1997 годах[12].
- Звание «Почётный гражданин Казани» (2011 год) — за выдающийся вклад в развитие науки, фундаментальные исследования в области химической физики и радиоспектроскопии, заслуги в повышении статуса Казани до уровня крупного научного центра в России и в мире[13].
- Золотая медаль Академии наук Республики Татарстан «За достижения в науке» (2016 год)[14].

Прочие
- золотая медаль Международного общества ЭПР,
- звание «Знаменитый ученый научного центра РИКЕН» (Япония),
- лауреат международной премии фонда им. Александра фон Гумбольдта (Германия),
- лауреат международной премии им. Е. К. Завойского
- лауреат Брукеровской премии Королевского химического общества Великобритании (2012)[15].